# Amictus validus
Amictus validus är en tvåvingeart som beskrevs av Friedrich Hermann Loew 1869. Amictus validus ingår i släktet Amictus och familjen svävflugor. Inga underarter finns listade i Catalogue of Life.